# Edmond de Sélys Longchamps
Michel Edmond de Sélys Longchamps, född den 25 maj 1813, död den 11 december 1900, var en belgisk politiker och forskare.
Sélys Longchamps var på sin tid ansedd som den störste experten på insektsordningen trollsländor. Han var också en framstående ornitolog. Åren 18801884 var Sélys Longchamps president i den belgiska senaten. Han verkade inom det belgiska liberala partiet.
Auktorsnamnet Sélys-Longchamps kan användas för Edmond de Sélys Longchamps i samband med ett vetenskapligt namn inom zoologin; se Wikipedia-artiklar som länkar till auktorsnamnet.
Auktorsnamnet Selys kan användas för Edmond de Sélys Longchamps i samband med ett vetenskapligt namn inom zoologin; se Wikipedia-artiklar som länkar till auktorsnamnet.